# John Ekels
John Ekels  (ur. 2 grudnia 1940 w Batavii) – kanadyjski żeglarz sportowy. Brązowy medalista olimpijski z Monachium.
Zawody w 1972 były jego jedynymi igrzyskami olimpijskimi. Zajął trzecie miejsce w klasie Soling. Wspólnie z nim załogę łodzi stanowili Dave Miller i Paul Côté.